# Diferenciální forma
Diferenciální forma stupně k neboli diferenciální k-forma je matematické zobecnění totálního diferenciálu na orientovatelné hladké varietě. Formálně jde o zobrazení s hodnotami ve vnější tenzorové mocnině kotečného prostoru variety. V každém bodě variety  diferenciální forma určuje antisymetrickou multilineární formu, která k vektorovým polím přiřadí číslo, skalár.
Neformálně je diferenciální {\displaystyle k}-forma objekt, který se dá integrovat přes k-rozměrné variety, výraz vystupující za symbolem integrálu.
Někdy se pod pojmem diferenciální forma rozumí lineární diferenciální forma (1. stupně, 1-forma, Pfaffova forma, neúplný diferenciál, neexaktní diferenciál), které jsou přímým zobecněním totálního diferenciálu a mají důležité uplatnění např. v termodynamice. V souřadnicích {\displaystyle \{x_{i}\}} se dá lokálně vyjádřit jako
{\displaystyle a_{1}(x)dx_{1}+\ldots +a_{n}(x)dx_{n}}.

## Geometrická definice
Diferenciální forma stupně k je hladké alternující kovariantní tenzorové pole stupně k na hladké varietě:
{\displaystyle M} je hladká varieta. Zobrazení {\displaystyle \alpha :M\to \bigwedge ^{i}T^{*}M} nazveme diferenciální {\displaystyle k}-formou, pokud {\displaystyle \alpha } je hladké zobrazení a {\displaystyle \alpha (m)\in \bigwedge ^{k}T_{m}^{*}M}.
{\displaystyle \bigwedge ^{k}T_{m}^{*}M} je tzv. k-tá vnější mocnina vektorového prostoru
{\displaystyle T_{m}^{*}M}, duálu k tečnému prostoru v bodě m. Často označujeme {\displaystyle \alpha (m)} symbolem {\displaystyle \alpha _{m}}.
Vektorový prostor vnějších diferenciálních {\displaystyle k}-forem označujeme symbolem {\displaystyle \Omega ^{k}(M)}.

## Vyjádření v souřadnicích
Je-li {\displaystyle (U,\phi =(x^{1},\ldots ,x^{n}))} lokální mapa (soustava souřadnic) z atlasu na {\displaystyle M}, potom
{\displaystyle \alpha _{|U}=\sum _{I}\alpha _{I}dx^{I},}
kde {\displaystyle I\subseteq \{1,\ldots ,n\}} je multindex délky {\displaystyle |I|=k,\alpha _{I}\in {\mathcal {C}}^{\infty }(M)} a {\displaystyle dx^{I}=dx^{i_{1}}\wedge \ldots \wedge dx^{i_{k}},} {\displaystyle i_{j}=1,\ldots ,n}.

## Příklady
Hladká funkce na varietě je diferenciální forma stupně 0.
Klasickým příkladem diferenciální formy je totální diferenciál funkce {\displaystyle f:\mathbb {R} ^{n}\rightarrow \mathbb {R} }, tj.:
{\displaystyle df=\sum _{i=1}^{n}{\frac {\partial f}{\partial x_{i}}}dx_{i}}, kde parciální derivace funkce {\displaystyle f} v bodě {\displaystyle \mathbf {x} \in \mathbb {R} ^{n}} tvoří vektorové pole {\displaystyle {\frac {\partial f}{\partial \mathbf {x} }}:\mathbb {R} ^{n}\rightarrow \mathbb {R} ^{n}}.
Obecnějším příkladem lineární diferenciální formy, jež není totálním diferenciálem funkce, je forma v {\displaystyle \mathbb {R} ^{2}}
{\displaystyle \alpha =ydx+\sin xdy}.
Integrací objemové d. f. v {\displaystyle \mathbb {R} ^{3}}
{\displaystyle \omega =dx\wedge dy\wedge dz}
přes měřitelnou množinu dostaneme její objem.

## De Rhamův diferenciál
Prostor diferenciálních forem stupně k na varietě M dimenze n se značí {\displaystyle \Omega ^{k}(M)}, prostor všech diferenciálních forem {\displaystyle \Omega (M)}. Na prostoru k-forem je dán De Rhamův diferenciál
{\displaystyle d:\,\Omega ^{k}(M)\to \Omega ^{k+1}(M)}. Posloupnost
{\displaystyle 0\to \Omega ^{0}(M)\to \ldots \to \Omega ^{n}(M)\to 0} se nazývá De Rhamův komplex a jeho kohomologie jsou izomorfní singulárním kohomologiím s hodnotami v {\displaystyle \mathbb {R} }.